# Moullava spicata
Pour les articles homonymes, voir Spicata.
Genre
Espèce
Synonymes
- Caesalpinia spicata Dalzell[2] [3]
- Wagatea spicata (Dalzell) Wight[2]

Moullava spicata est une espèce de plantes à fleurs dicotylédones de la famille des Fabaceae, sous-famille des Caesalpinioideae, originaire d'Afrique et d'Asie. C'est l'unique espèce acceptée du genre Moullava (genre monotypique).